# Шеубан
Шеубан (осет. Уиреуцъала) — село на северо-западе Дзауского района Южной Осетии. Населено представителями осетинской фамилии Хугаевых.

## География
Расположено на правом берегу среднего течения реки Джоджора, примыкая с запада к городу Квайса.